# Eric Uhlmann
Eric Uhlmann (* 5. Januar 2003 in Leipzig) ist ein deutscher Fußballspieler.

## Verein
Uhlmann spielte bis 2011 für den FC Sachsen Leipzig und schloss sich im Sommer 2011 der Jugendabteilung von RB Leipzig an. Für die U19 von RB absolvierte er in der Saison 2021/22 insgesamt vier Partien in der UEFA Youth League.
Im Juli 2022 wechselte er in die Regionalliga Nord zur 2. Mannschaft von Hannover 96. Mit 96 gelang ihm bereits in seiner zweiten Spielzeit 2023/24 der Aufstieg in die 3. Liga. Nach gewonnener Meisterschaft traf er mit dem Klub in den Aufstiegsspielen zur 3. Fußball-Liga auf die Würzburger Kickers. Im Rückspiel erzielte er per Elfmeter in der 85. Spielminute den zwischenzeitlichen 2:1-Führungstreffer.
Sein Debüt in der 3. Liga gab Uhlmann am 1. September 2024 (4. Spieltag) bei der 1:2-Niederlage gegen den SC Verl. Uhlmann absolvierte die Partie über 90 Minuten. Seit Beginn der Spielzeit 2024/2025 steht er auch im Kader der 1. Mannschaft, kam aber weder unter Stefan Leitl, noch dessen Nachfolger André Breitenreiter sowie dem zum Saisonende agierenden Interimstrainer Lars Barlemann in der 2. Bundesliga zum Einsatz.
Im Sommer 2025 wechselte er zum FC Erzgebirge Aue.

## Juniorennationalmannschaft
Mit der U17 nahm Uhlmann im Februar 2020 am Torneio Internacional Algarve teil. Dort traf er mit der deutschen Auswahl auf die U17 von Südkorea, U17 Portugal und die U17 von Spanien. Für die U18 bestritt Uhlmann im September 2020 zwei Freundschaftsspiele gegen die U-18 von Dänemark.

## Erfolge
- Regionalliga Nord-Meister und Aufstieg in die 3. Liga: 2023/24